# Station Bornem
Station Bornem is een spoorwegstation langs spoorlijn 54 (Mechelen - Sint-Niklaas) in de gemeente Bornem. Dit station is recent gedeeltelijk gerenoveerd.
Sinds 1 augustus 2015 zijn de loketten van dit station gesloten en is het een stopplaats geworden.

## Fotogalerij

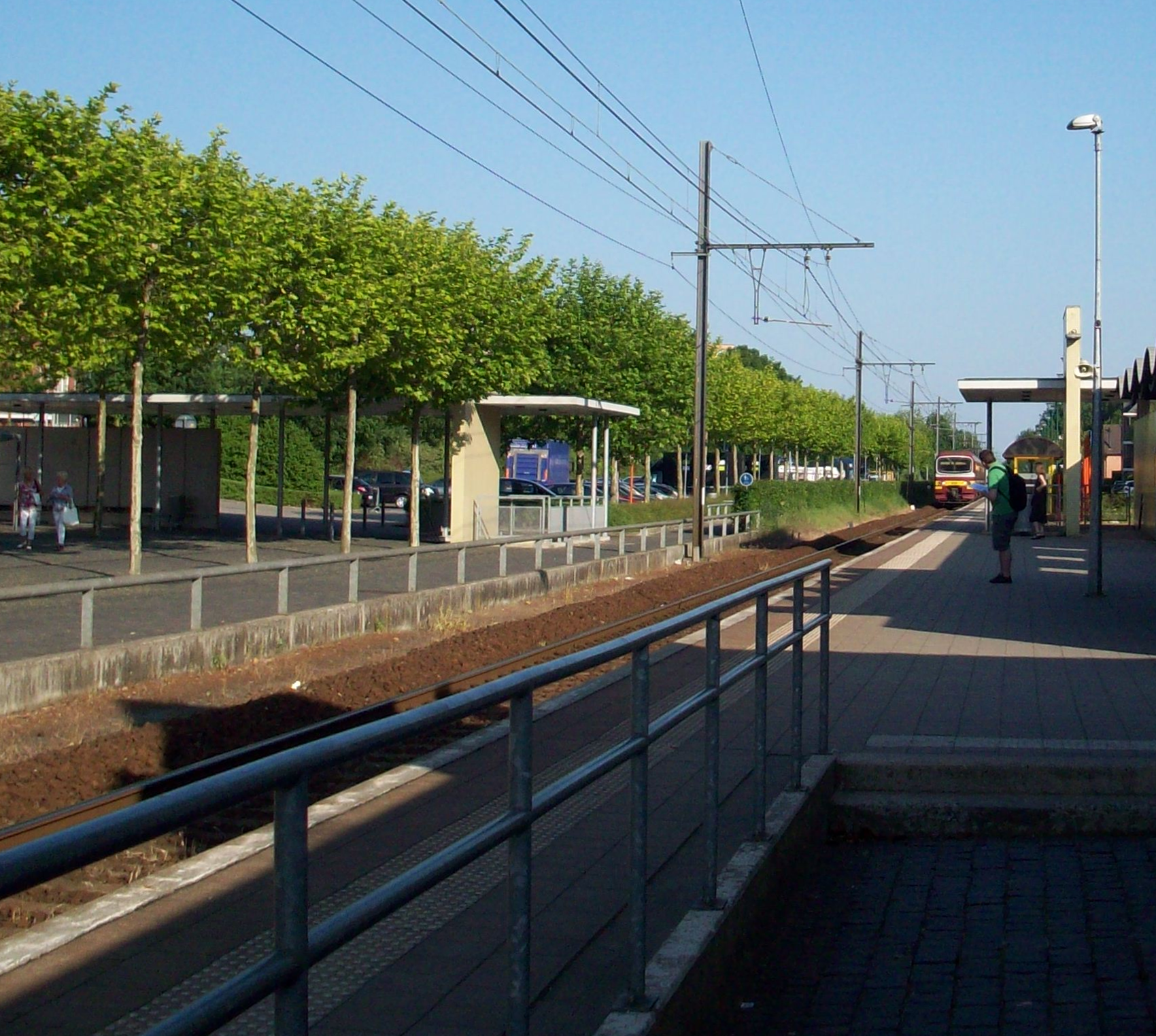
Zicht op het perron
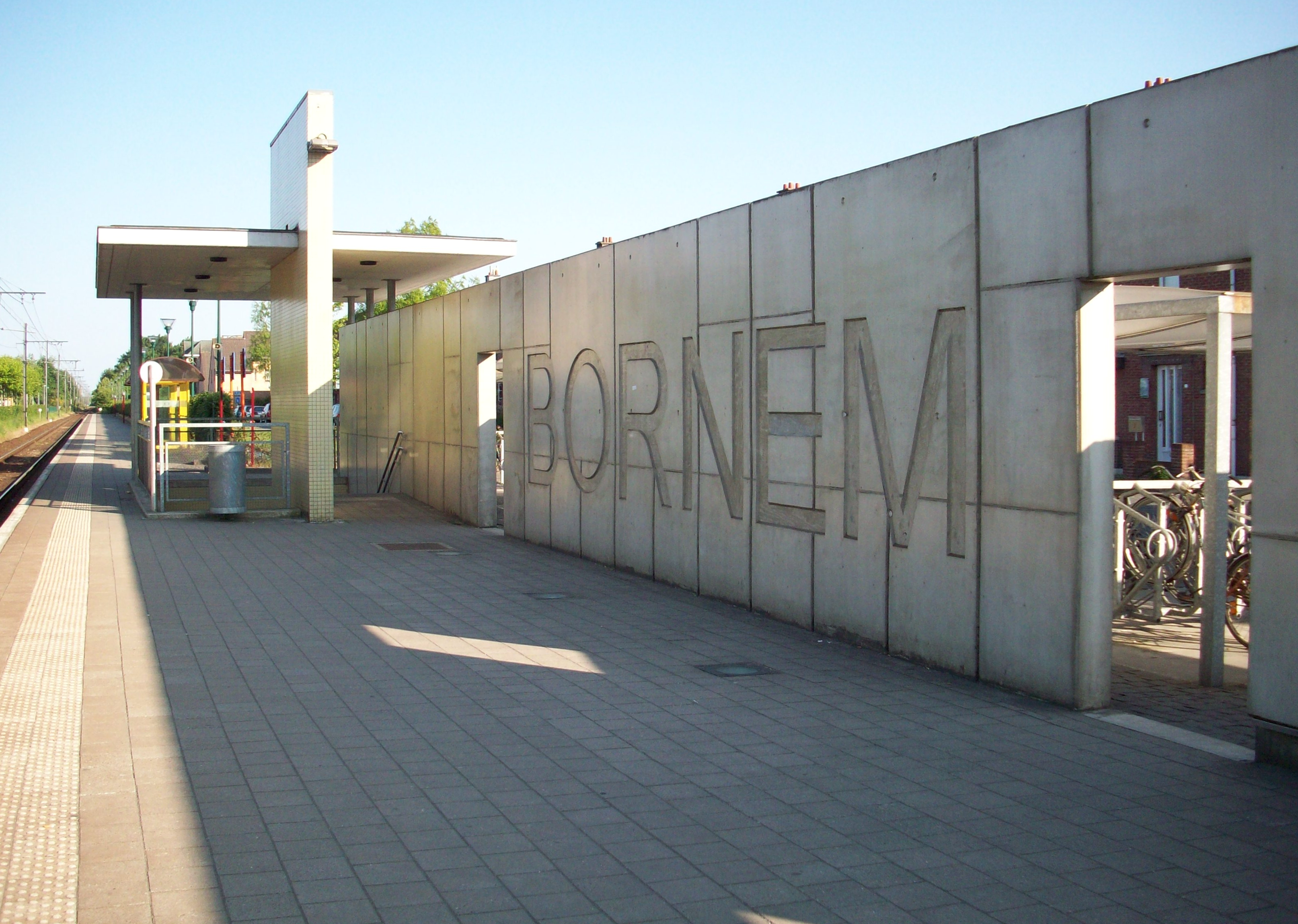
Zicht op ingang tunnel
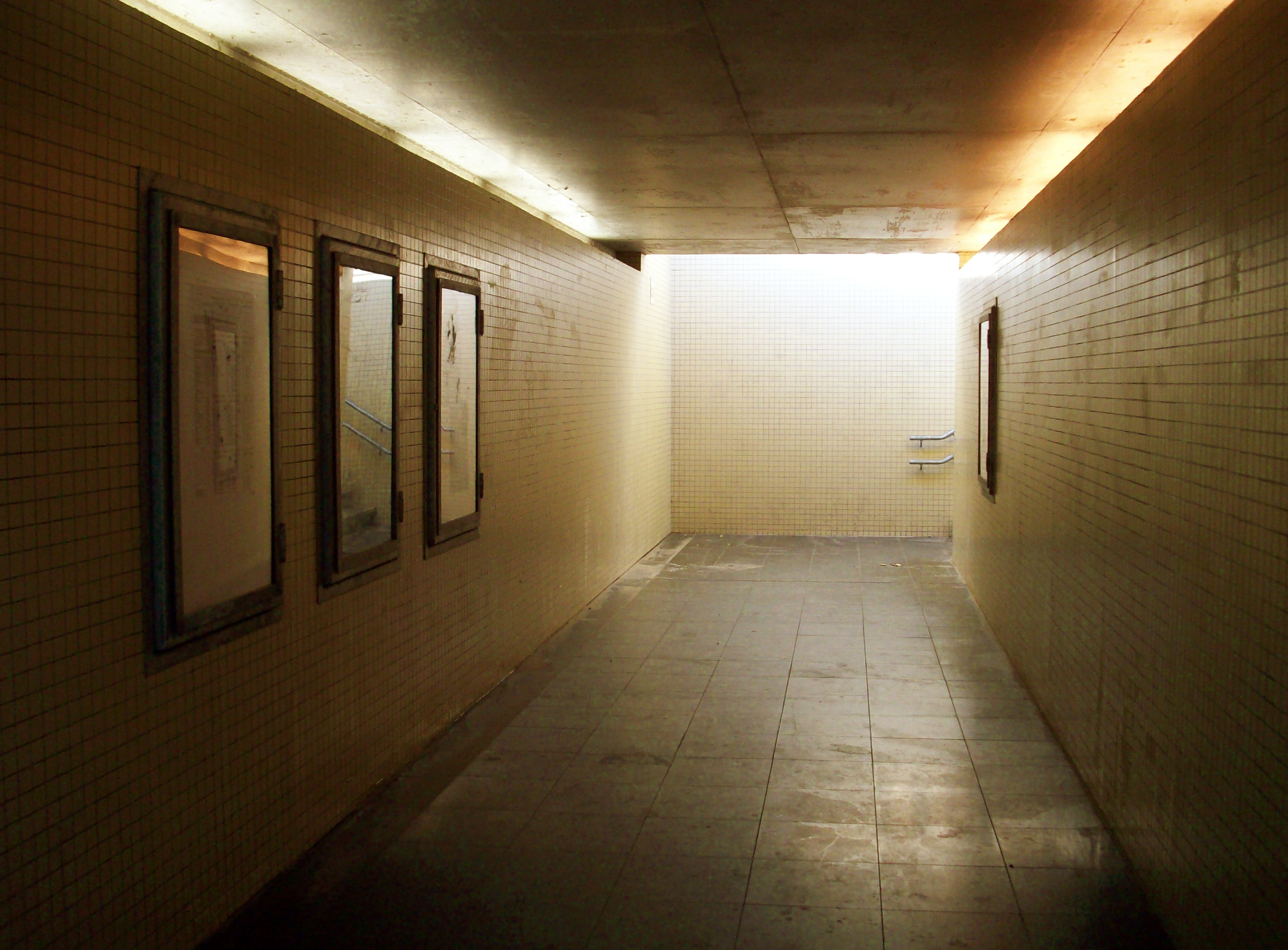
Tunnel onder de sporen
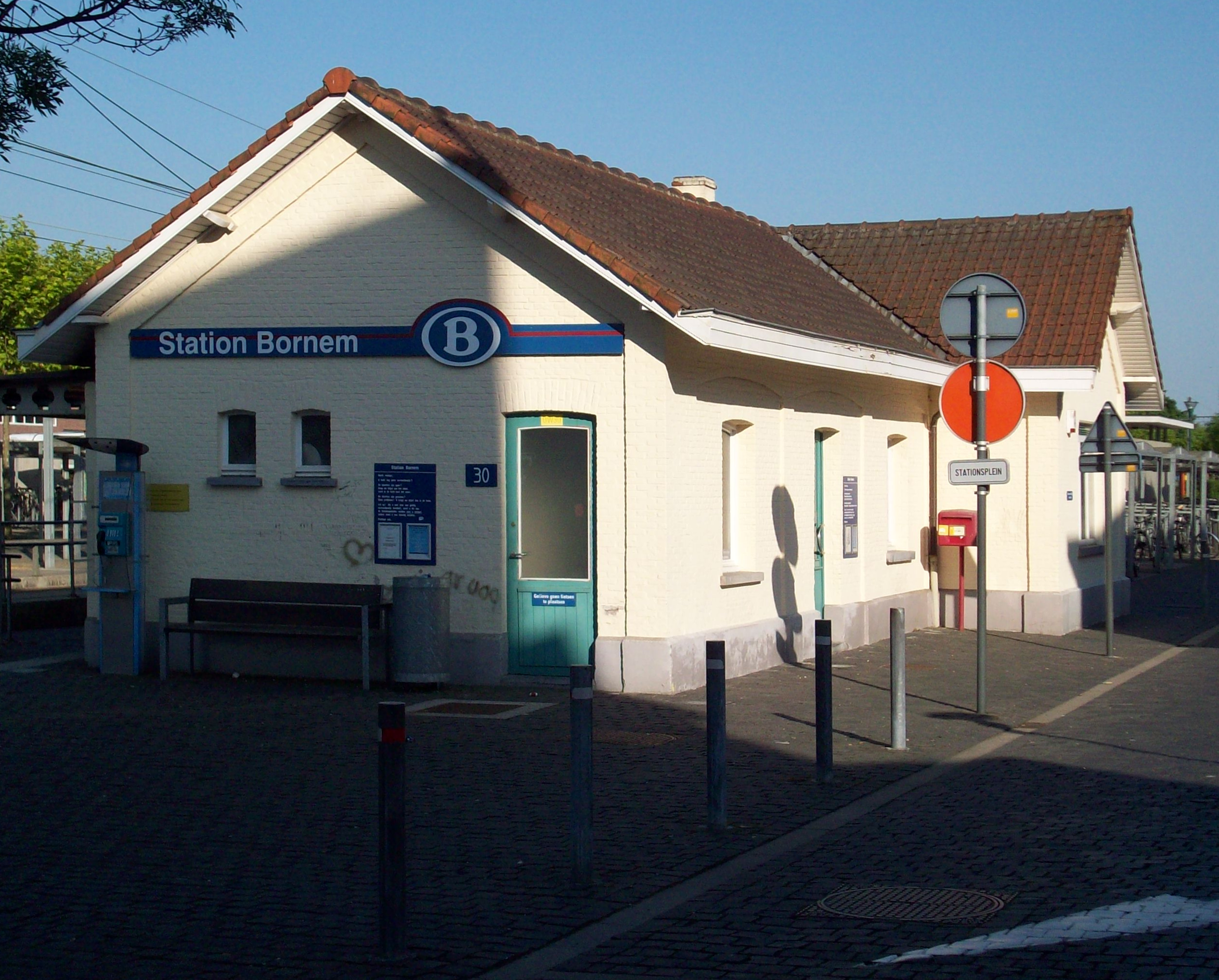
Stationsgebouw Bornem in 2010 toen het nog wit was.

## Treindienst
| Serie       | Treinsoort          | Route                                                             | Bijzonderheden                                                               |
| ----------- | ------------------- | ----------------------------------------------------------------- | ---------------------------------------------------------------------------- |
| L 2750      | L-trein (NMBS)      | Leuven – Mechelen – Bornem – Sint-Niklaas                         | Rijdt in het weekend enkel tussen Mechelen en Sint-Niklaas.                  |
| P 7090/8090 | Piekuurtrein (NMBS) | [ Sint-Niklaas – Bornem – ] / [ Dendermonde – ] Mechelen – Leuven | Rijdt alleen op werkdagen. Een trein van Dendermonde naar Gent-Sint-Pieters. |
| P 7390/8390 | Piekuurtrein (NMBS) | [ Sint-Niklaas – Bornem – ] / [ Dendermonde – ] Mechelen – Leuven | Rijdt alleen op werkdagen.                                                   |

## Reizigerstellingen
De grafiek en tabel geven het gemiddeld aantal instappende reizigers weer op een week-, zater- en zondag.
| Tabel: aantal instappende reizigers station Bornem | Tabel: aantal instappende reizigers station Bornem | Tabel: aantal instappende reizigers station Bornem | Tabel: aantal instappende reizigers station Bornem |
|                                                    | Weekdag                                            | Zaterdag                                           | Zondag                                             |
| -------------------------------------------------- | -------------------------------------------------- | -------------------------------------------------- | -------------------------------------------------- |
| 1977                                               | 716                                                | 102                                                | 76                                                 |
| 1978                                               | 794                                                | 115                                                | 152                                                |
| 1979                                               | 750                                                | 90                                                 | 82                                                 |
| 1980                                               | 707                                                | 136                                                | 151                                                |
| 1981                                               | 702                                                | 110                                                | 156                                                |
| 1982                                               | 677                                                | 115                                                | 159                                                |
| 1983                                               | 688                                                | 93                                                 | 107                                                |
| 1984                                               | 767                                                | 120                                                | 100                                                |
| 1985                                               | 692                                                | 166                                                | 163                                                |
| 1986                                               | 675                                                | 153                                                | 147                                                |
| 1987                                               | 641                                                | 170                                                | 148                                                |
| 1988                                               | 645                                                | 174                                                | 203                                                |
| 1989                                               | 842                                                | 194                                                | 144                                                |
| 1990                                               | 724                                                | 203                                                | 204                                                |
| 1991                                               | 763                                                | 222                                                | 201                                                |
| 1992                                               | 805                                                | 229                                                | 226                                                |
| 1993                                               | 742                                                | 265                                                | 207                                                |
| 1994                                               | 894                                                | 241                                                | 158                                                |
| 1995                                               | 881                                                | 219                                                | 206                                                |
| 1996                                               | 868                                                | 226                                                | 158                                                |
| 1997                                               | 926                                                | 252                                                | 217                                                |
| 1998                                               | 777                                                | 213                                                | 234                                                |
| 1999                                               | 611                                                | 232                                                | 204                                                |
| 2000                                               | 599                                                | 194                                                | 179                                                |
| 2001                                               | 630                                                | 204                                                | 190                                                |
| 2002                                               | 645                                                | 206                                                | 186                                                |
| 2003                                               | 561                                                | 266                                                | 221                                                |
| 2004                                               | 711                                                | 264                                                | 168                                                |
| 2005                                               | 758                                                | 307                                                | 212                                                |
| 2006                                               | 747                                                | 292                                                | 222                                                |
| 2007                                               | 783                                                | 217                                                | 182                                                |
| 2008                                               | -                                                  | -                                                  | -                                                  |
| 2009                                               | 806                                                | 255                                                | 300                                                |
| 2010                                               | -                                                  | -                                                  | -                                                  |
| 2011                                               | -                                                  | -                                                  | -                                                  |
| 2012                                               | 874                                                | 409                                                | 345                                                |
| 2013                                               | 748                                                | 256                                                | 245                                                |
| 2014                                               | 784                                                | 244                                                | 303                                                |
| 2015                                               | 698                                                | 185                                                | 221                                                |
| 2016                                               | 753                                                | 304                                                | 265                                                |
| 2017                                               | 780                                                | 238                                                | 251                                                |
| 2018                                               | 861                                                | 265                                                | 277                                                |
| 2019                                               | 830                                                | 265                                                | 221                                                |
| 2020                                               | 539                                                | 183                                                | 204                                                |
| 2021                                               | -                                                  | -                                                  | -                                                  |
| 2022                                               | 697                                                | 264                                                | 407                                                |
| 2023                                               | 682                                                | 344                                                | 365                                                |
| 2024                                               | 799                                                | 244                                                | 209                                                |

2,0: Leest ·
5,0: Tisselt ·
6,9: Blaasveld ·
8,3: Willebroek ·
10,2: Kalfort ·
13,6: Puurs ·
17,5: Bornem ·
21,0: Temse ·
24,6: Eigenlo ·
29,2: Sint-Niklaas ·
32,7: Sint-Pauwels ·
33,2: Sint-Gillis-Waas ·
35,2: Kalf ·
37,5: De Klinge ·
47,9: Hulst ·
52,8: Kijkuit ·
57,5: Axel ·
63,0: Sluiskil ·
66,7: Terneuzen